# شادو أوف ذا نينجا
شادو أوف ذا نينجا (بالإنجليزية: Shadow of the Ninja)‏ ، وتسمى في النسخة اليابانية يامي نو شيغوتونين كايج (باليابانية: 闇の仕事人 KAGE) ، أنتجت سنة 1990م من قبل شركة ناتسومي اليابانية، وتدعم بالنسخة اليابانية باليابان والنسخة الإنجليزية في أمريكا الشمالية وأوروبا ، كما تعمل حصراً لنظام نينتندو إنترتينمنت سيستم.

## قصة اللعبة
في مدينة نيويورك الأمريكية سنة 2029م، قام الشرير إمبراطور غارودا باحتلال مدينة نيويورك ، حيث قاما البطلان من رجل وامرأة وهما يحاربان أنظمة غارودا وقتل الإمبراطور.